# Артемівська сільська рада (Печенізький район)
Арте́мівська сільська́ ра́да — колишня адміністративно-територіальна одиниця та орган місцевого самоврядування в Печенізькому районі Харківської області. Адміністративний центр — село Артемівка. З 2020 територія Чугуївського району.

## Загальні відомості
Артемівська сільська рада утворена в 1919 році.
- Територія ради: 88,78 км²
- Населення ради: 1 304 особи (станом на 2001 рік)
- Територією ради протікає річка Гнилиця.

## Населені пункти
Сільській раді були підпорядковані населені пункти:
- с. Артемівка

## Склад ради
Рада складалася з 16 депутатів та голови.
- Голова ради: Чумак Олександр Іванович
- Секретар ради: Богомаз Наталія Миколаївна

### Керівний склад попередніх скликань
| Прізвище, ім'я, по батькові | Основні відомості                                                                       | Дата обрання | Дата звільнення |
| --------------------------- | --------------------------------------------------------------------------------------- | ------------ | --------------- |
| Чумак Олександр Іванович    | Сільський голова, 1973 року народження, освіта вища, член Соціалістичної партії України | 26.03.2006   | 31.10.2010      |
| Чумак Олександр Іванович    | Сільський голова, 1973 року народження, освіта вища                                     | 31.10.2010   |                 |

Примітка: таблиця складена за даними сайту Верховної Ради України

### Депутати
За результатами місцевих виборів 2010 року депутатами ради стали:

#### За суб'єктами висування
| Суб'єкт висування           | Кількість обраних депутатів | %    |
| --------------------------- | --------------------------- | ---- |
| Партія регіонів             | 7                           | 43,8 |
| Народна партія              | 4                           | 25   |
| Самовисування               | 4                           | 25   |
| Комуністична партія України | 1                           | 6,3  |

#### За округами
| № округу                    | Прізвище, ім'я, по батькові     | Дата визнання обраним | Освіта  | Партійна приналежність | Відомості про обраного депутата                                                      |
| --------------------------- | ------------------------------- | --------------------- | ------- | ---------------------- | ------------------------------------------------------------------------------------ |
| Комуністична партія України |                                 |                       |         |                        |                                                                                      |
| 8                           | Отченашко Олексій Олександрович | 02.11.2010            | вища    | позапартійний          | тимчасово не працює                                                                  |
| Народна Партія              |                                 |                       |         |                        |                                                                                      |
| 3                           | Петля Андрій Васильович         | 02.11.2010            | вища    | член Народної партії   | Артемівський навчально-виховний комплекс, вчитель                                    |
| 4                           | Драгункіна Валентина Миколаївна | 02.11.2010            | вища    | член Народної партії   | Артемівський навчально-виховний комплекс, директор                                   |
| 9                           | Стадник Віктор Пантелійович     | 02.11.2010            | середня | член Народної партії   | Артемівський сільський будинок культури, директор                                    |
| 14                          | Богомаз Наталія Миколаївна      | 02.11.2010            | вища    | член Народної партії   | Артемівська сільська рада, секретар                                                  |
| Партія регіонів             |                                 |                       |         |                        |                                                                                      |
| 1                           | Андрющенк Ігор Анатолійович     | 02.11.2010            | вища    | член Партії регіонів   | ТОВ «Ротофлекс», охоронець                                                           |
| 2                           | Соколова Олена Миколаївна       | 02.11.2010            | вища    | член Партії регіонів   | тимчасово не працює                                                                  |
| 5                           | Ковтун Микола Григорович        | 02.11.2010            | середня | член Партії регіонів   | Артемівський начально-виховний комплекс, сторож                                      |
| 11                          | Куц Ірина Іванівна              | 02.11.2010            | вища    | позапартійна           | Артемівський навчально-виховний комплекс, вчитель                                    |
| 12                          | Михайлев Олег Володимирович     | 02.11.2010            | вища    | позапартійний          | Артемівський навчально-виховний комплекс, вчитель                                    |
| 15                          | Жадан Анатолій Олександрович    | 02.11.2010            | середня | член Партії регіонів   | тимчасово не працює                                                                  |
| 16                          | Марко Олександр Адальбертович   | 02.11.2010            | вища    | член Партії регіонів   | тимчасово не працює                                                                  |
| Самовисування               |                                 |                       |         |                        |                                                                                      |
| 6                           | Усенко Вячеслав Олексійович     | 02.11.2010            | вища    | позапартійний          | Артемівська амбулаторія загальної практики сімейної медицини, водій швидкої допомоги |
| 7                           | Лозовий Володимир Васильович    | 02.11.2010            | вища    | позапартійний          | Харківське управління зрошувальних систем, машиніст насосних установок               |
| 10                          | Фисун Ольга Миколаївна          | 02.11.2010            | вища    | позапартійна           | ТОВ центральна районна аптека № 166, завідувачка Артемівського аптечного пункту № 1  |
| 13                          | Посохов Віктор Олексійович      | 02.11.2010            | вища    | позапартійний          | Артемівська сільська рада, землевпорядник                                            |